# 147 (число)
Вижте пояснителната страница за други значения на 147.
147 (сто четиридесет и седем) е естествено, цяло число, следващо 146 и предхождащо 148.
Сто четиридесет и седем с арабски цифри се записва „147“, а с римски цифри – „CXLVII“. Числото 147 е съставено от три цифри от позиционните бройни системи – 1 (едно), 4 (четири), 7 (седем).

## Общи сведения
- 147 е нечетно число.
- 147-ият ден от годината е 27 май.
- 147 е година от Новата ера.

## Любопитни факти
- В снукъра 147 точки се смята за максимален брейк.